# Trentepohlia msingiensis
Trentepohlia msingiensis är en tvåvingeart som beskrevs av Lindner 1958. Trentepohlia msingiensis ingår i släktet Trentepohlia och familjen småharkrankar.
Artens utbredningsområde är Tanzania. Inga underarter finns listade i Catalogue of Life.